# Xylomya simillima
Xylomya simillima är en tvåvingeart som beskrevs av Steyskal 1947. Xylomya simillima ingår i släktet Xylomya och familjen lövträdsflugor. Inga underarter finns listade i Catalogue of Life.